# Макаров, Иван Георгиевич
Иван Георгиевич Макаров (06.01.1894, Рязанская область — 06.05.1957) — советский хозяйственный работник, начальник станции Горький-Товарный Горьковской железной дороги.

## Биография
Родился 6 января 1892 года в селе Любовниково; Сасовского района Рязанской области. С 12 лет вместе с отцом стал батрачить в поместье помещика Ломоносова: пас скот, выполнял все сельхозработы, дослужился до ключника.
В 1913 году приехал в Подмосковье, в Орехово-Зуево. Стал работать на текстильной фабрике Морозовых, но через два года был уволен как неблагонадёжный. Удалось устроиться кондуктором на станции Лихоборы. В 1917—1919 годах был секретарём профсоюза кондукторов Москвы. В 1919 году был призван в Красную Армию, служил под Воронежем, а потом участвовал в боях под Петроградом, был трижды ранен.
Вернувшись в Лихоборы, вёл политработу на Московской окружной железной дороге. С 1925 по 1928 год был членом Дорпрофсожа Курской железной дороги. В 1930 году окончил курсы командного состава при Московском институте инженеров транспорта и был назначен начальником станции Шахунья Горьковской железной дороги. В 1931 году получил новое назначение — начальником станции Нижний Новгород-Товарный. С 1935 года в течение пяти лет возглавлял станцию Горький-Сортировочный. В 1939 году за хорошую работу был награждён орденом «Знак Почёта». Его выдвинули на должность начальника Горьковского отделения.
С началом Великой Отечественной войны нагрузка возросла, через Горький на запад шёл поток воинских грузов, а на восток двигались поезда с эвакуированными и оборудованием промышленных предприятий. После разгрома немцев под Москвой отделение оказалось забитым подвижным составом. 25 марта 1942 года Государственный Комитет Обороны снял Л. М. Кагановича с поста наркома путей сообщения как не справившегося с работой в условиях военного времени. 27 марта был освобождён от обязанностей начальника отделения дороги и Макаров. 20 апреля был назначен начальником станции Горький-Товарный, проработал на ней шесть лет.
Станция Горький-Товарный не была проходной, она грузила продукцию горьковских предприятий и направляла её в действующую армию. Со станции в годы войны отправили более 100000 пушек, 15000 боевых самолётов, 23600 танков, 10000 миномётов, 10000 легендарных «катюш», 8 000 самоходных орудий, 500 000 грузовых автомашин и бронеавтомобилей. Труженики и жители узла, в том числе и железнодорожники для раненых бойцов и командиров сдали более 117 тонн крови. Ко всему этому Иван Георгиевич Макаров имел самое непосредственное отношение. Никто не знал, когда спал этот уже немолодой человек, но его на станции видели днём и ночью, энергичного, всегда спокойного и уважительного к людям.
Он разработал новый способ погрузки автомашин на платформы. Каждый следующий грузовик-полуторка по его предложению ставился в кузов предыдущего. Уплотнённая погрузка «ёлочкой» дала возможность экономить столь нужные платформы. Практика показала, что на каждом маршруте можно было сэкономить от 5 до 6 платформ. Это было весьма важно для дополнительной отправки с завода «Красное Сормово» танков на фронт.
Указом Президиума Верховного Совета СССР от 5 ноября 1943 года «за особые заслуги в обеспечении перевозок для фронта и народного хозяйства и выдающиеся достижения в восстановлении железнодорожного хозяйства в трудных условиях военного времени» Макарову Ивану Георгиевичу присвоено звание Героя Социалистического Труда с вручением ордена Ленина и Золотой медали «Серп и Молот».
После награждения Макаров продолжал трудиться на свеем посту. 14 августа 1944 года ему было присвоено персональное звание директора-подполковника движения. Героический труд Макарова в последние полтора года войны был отмечен правительственной наградой — боевым орденом Красной Звезды.
В 1947 году его избрали депутатом городского Совета, в 1948 году назначили начальником отдела воинских перевозок. В 1950—1953 года — командировка в ГДР. Затем два года трудился инженером по спецработе в службе движения. В 1955 году стал начальником военно-мобилизационного сектора Горьковского отделения.
Скончался 6 мая 1957 года. Похоронен на Бугровском кладбище Нижнего Новгорода.
Награждён двумя орденами Ленина, орденами Красной Звезды, «Знак Почёта», медалями.